# Brachymeles muntingkamay
Espèce
Brachymeles muntingkamay est une espèce de sauriens de la famille des Scincidae.

## Répartition
Cette espèce est endémique du Centre de l'île de Luçon aux Philippines. Elle se rencontre entre 1 400 et 1 450 m d'altitude.

## Étymologie
Le nom spécifique muntingkamay vient de la langue Tagalog où munti signifie petit et kamay signifie main, en référence aux membres réduits de ce saurien.

## Publication originale
- Siler, Rico, Duya & Brown, 2009 : A New Limb-Reduced, Loam-Swimming Skink (Squamata: Scincidae: Brachymeles) From Central Luzon Island, Philippines. Herpetologica, vol. 65, no 4, p. 449-459 (texte intégral).